# 亞庫比夫卡 (扎列希基區)
48°46′55″N 25°40′3″E / 48.78194°N 25.66750°E
亞庫比夫卡（烏克蘭語：Якубівка），是烏克蘭的村落，位於該國西部捷爾諾波爾州，由喬爾特基夫區負責管轄，始建於1890年，面積0.72平方公里，2001年人口172，人口密度每平方公里238.9人。